# Эффективный альтруизм
Эффекти́вный альтруи́зм — философия и социальное движение, использующие факты и доказательства для определения наиболее эффективных способов сделать мир лучше. Эффективные альтруисты стремятся учесть все возможные причины и возможности и выбрать те пути решения, которые будут иметь наибольшее положительное влияние. Этот широкий, научный подход отличает эффективный альтруизм от традиционного альтруизма или благотворительности. Хотя существенная часть эффективных альтруистов фокусируется на благотворительности, философия эффективного альтруизма имеет гораздо более широкое применение, например, приоритизация научных проектов, кампаний и политических инициатив, от которых ожидается наибольшее количество спасённых и улучшенных жизней. К данному движению относятся такие известные люди, как философ Питер Сингер, сооснователь Facebook Дастин Московиц, философ из Оксфорда Вильям МакЭскилл и исследователь Тоби Орд. Движение состоит из многих подразделений и организаций по всему миру.

## Философия
Эффективный альтруизм берёт начало в личном обязательстве человека совершать перемены в мире, быть достаточно целеустремлённым, чтобы оставаться вовлечённым в течение длительного времени, и фокусироваться на наиболее эффективных способах совершать перемены. Затем труд или ресурсы, которые выделяет человек, направляются на те активности, которые приводят к желаемым изменениям. Эффективный альтруизм отличается от других типов филантропии в том, что в конечном итоге стремится достичь максимального прироста социального блага. Обязательные пожертвования, такие, как Закят, ответная помощь, пожертвования, влияющие на жизнь конкретного человека и пожертвования по рекомендациям знаменитостей могут не иметь большого влияния, так как акцент таких пожертвований не имеет осознанной направленности на социальные результаты. Эффективный альтруизм фокусируется на результатах с каждого пожертвования, а также на других методах достижения положительного результата, таких, как карьера и волонтёрская работа.

### Приоритизация целей
Несмотря на растущую нацеленность благотворительных организаций на повышение эффективности и получение наглядных результатов, обычно их деятельность направлена на одну конкретную цель, такую, как обучение или климатические изменения. Эффективный альтруизм стремится сравнить относительное влияние разных целей.
Эффективные альтруисты пытаются выбрать наиболее приоритетные цели, основываясь на том, какие виды деятельности в каждой области могут дать наиболее значимый общий результат, такой как улучшение человеческого или животного благосостояния. Затем они фокусируют своё внимание на работах в высокоприоритетных направлениях. Некоторые организации осуществляют исследования по приоритизации целей.
Некоторые приоритеты эффективных альтруистов включают: бедность в развивающихся странах, страдания животных на мясокомбинатах и долгосрочные перспективы развития человечества.

### Эффективность вложений
По возможности, эффективные альтруисты стараются выбрать те благотворительные акции, которые получают наибольшее количество пользы на единицу потраченных средств. Например, они выбирают медицинские организации по количеству спасённых жизней на единицу валюты, качественно-скорректированные годы жизни (QALY), полученные на единицу валюты или инвалидно-скорректированные годы жизни (DALY), предотвращённые на единицу валюты. DALY является ключевой метрикой, используемой Всемирной Организацией Здравоохранения ООН в таких публикациях, как Глобальное бремя болезней. Эта метрика бремени болезней выражается как количество лет жизни, потерянных из-за болезней, инвалидности или ранней смерти.
Основным методом измерения влияния является рандомизированное контролируемое исследование (РКИ). РКИ считается надёжной формой научного подтверждения в сфере здравоохранения, так как РКИ уменьшает влияние паразитных причин и искажений. Некоторые виды медицинской деятельности, такие, как вакцинация, уже подтверждены высококачественными медицинскими исследованиями, поэтому доказательство эффективности для благотворительных организаций, направленных на такие виды деятельности, облегчается. Другие научные группы ведут РКИ для других видов деятельности, например: Poverty Action Lab и Innovations for Poverty Action.
Эффективные пожертвования являются важным компонентом эффективного альтруизма потому, что одни виды благотворительности гораздо более эффективны, чем другие. Некоторые благотворительные организации просто не добиваются поставленных целей. Для других благотворительных организаций, которые достигают успеха, GiveWell приводит статистику, что некоторые достигают гораздо большего успеха при меньших денежных вложениях. Улучшение качества жизни и здоровья в высокоэффективных проектах может быть до 100 раз эффективнее, чем в проектах с низкой эффективностью.

### Уменьшение приоритета организационных расходов
Традиционная оценка благотворительных организаций часто основывалась на предпочтении организаций с минимальными организационными затратами и высоким процентом средств, расходуемых непосредственно на проекты. Однако организации эффективных альтруистов отказываются от этого стандарта как от упрощённого и имеющего изъяны. Дэн Паллотта приводит аргумент, что благотворительные организации должны тратить больше на организацию сбора средств, если в дальнейшем это увеличит фонд, который будет направлен непосредственно на благотворительные акции. Дополнительно, исследование Дина Карлана «обнаружило, что наиболее эффективные благотворительные организации тратят большую часть своего бюджета на административные нужды, чем их менее эффективные конкуренты», по-видимому из-за того, что административные затраты могут включать в себя анализ эффективности проводимых акций. В таком случае, дополнительные административные затраты приводят к тому, что ресурсы направляются на наиболее эффективные акции.

### Пределы развития
Организация по оценке эффективности благотворительностей GiveWell подчёркивает важность оценки возможностей благотворительной организации по расширению в случае увеличения фондов. В общем случае эффективные альтруисты придерживаются точки зрения, что выбор целей для поддержки должен быть направлен в первую очередь на те организации, которые смогут использовать эти средства на развитие, чем те, которые уже достигли пределов развития.

### Беспристрастность
Эффективные альтруисты отрицают взгляд, что некоторые жизни по сути более ценны, чем другие. Например, они считают, что человек в развивающейся стране имеет одинаковую ценность жизни с человеком в их собственном социуме. Как отмечает Питер Сингер:
«Нет разницы, если человек, которого я могу спасти, это соседский ребёнок в 10 метрах от меня или бенгалец, чьего имени я никогда не узнаю, в 10000 километров от меня. […] С точки зрения морали мы должны смотреть дальше интересов нашего собственного общества. Прежде […] это могло быть невозможным, но это вполне возможно сейчас. С точки зрения морали, предотвращение голода среди миллионов людей вне нашего социума должно рассматриваться как минимум, как защита правовых норм внутри нашего сообщества».
В дополнение, многие эффективные альтруисты считают, что жизни будущих поколений имеют одинаковую ценность с жизнями ныне живущих, поэтому они направляют свою деятельность на уменьшение экзистенциальных рисков для человечества. Другие верят, что интересы животных должны также учитываться наравне с жизнями людей и работают над уменьшением страданий животных, например, на мясокомбинатах.

### Сравнительное богатство
Многие эффективные альтруисты верят, что, как формулирует Питер Сингер, «если в наших силах предотвратить что-то плохое, не принося в жертву что-то со сравнимой моральной ценностью, мы обязаны, с точки зрения морали, сделать это». Любой, чей доход по паритету покупательной способности больше $52000 в год, богаче 99 % населения Земли. По этой причине многие эффективные альтруисты жертвуют существенную часть их дохода на высокоэффективные виды благотворительности, так как это не вынуждает их отказаться от важных приобретений.

### Контрафактивные обоснования
Эффективные альтруисты утверждают, что контрафактивные (синоним: контрфактические, counterfactual) обоснования (то есть обоснования посредством обращения к выдуманным сценариям о возможных последствиях и обращения к выдуманным сценариям о том, что было бы, если бы нечто было иным, чем есть; остаётся спорным вопрос о том, в каком смысле и в какой мере с помощью этих сценариев возможно что-то обосновать; этот вопрос дискутируется в аналитической философии и в логике контрфактических суждений, в эпистемологии и иногда возникает также и в других отраслях) важны для определения вида деятельности, в котором действия человека принесут максимальную пользу. Многие люди предполагают, что лучшим способом помочь людям являются прямые методы, такие как волонтёрский труд в благотворительных организациях или предоставление социальных услуг. Но так как благотворительные организации и организации социальной взаимопомощи обычно могут найти людей, желающих работать для них, эффективные альтруисты сравнивают возможную пользу от чьей-то работы с возможной пользой от работы следующего предполагаемого кандидата на эту должность. Следуя этой логике, влияние от выбора традиционной альтруистической карьеры может быть меньше, чем кажется.
Стратегия заработка для пожертвований была предложена как возможная стратегия для эффективных альтруистов. Эта стратегия подразумевает выбор высокооплачиваемой работы с явной целью жертвовать большие суммы денег на благотворительность. Бенджамин Тодд и Вильям МакЭскилл приводят аргумент, что влияние из-за возможных неэтичных действий человека в высокодоходных областях будет небольшим, так как кто-то ещё в любом случае совершит их, в то время как влияние от пожертвований будет велико.

### Пример
Стоимость собаки-поводыря для слепого составляет $42000. Как альтернатива, стоимость проведения операции для лечения трихиаза (последней стадии трахомы, приводящей к слепоте), стоит менее $40 в развивающихся странах. Эта операция успешно восстанавливает зрение в 80 % случаев. Таким образом, зрение может быть восстановлено для 840 человек за счёт стоимости одной собаки-поводыря, при этом собака-поводырь не является полноценным восстановлением зрения.

## Деятельность

### Выбор карьеры
От выбора карьерного пути сильно зависит то, сколько пользы человек принесёт миру — напрямую (оказывая профессиональные услуги) и не напрямую (тратя заработанные деньги). Существует англоязычный сайт 80000 Hours, помогающий людям с эффективно-альтруистическими целями советами о выборе карьеры, которая позволит им принести максимальную пользу миру. 80000 Hours считают, что профессию нужно выбирать, учитывая как положительное воздействие на мир прямо сейчас (включая деньги, которые можно жертвовать), так и развитие себя как специалиста, приобретение связей, улучшение резюме, потому что это даст больше возможностей потом.

### Денежные пожертвования
В первую очередь эффективный альтруизм — это жертвование денег таким образом, который принесёт больше всего пользы. Сюда включаются два вопроса: куда жертвовать деньги и сколько жертвовать. Мета-благотворительная организация GiveWell занимается вопросом куда жертвовать, публикуя свои исследования о том, куда лучше всего делать пожертвования. Сообщество Giving What We Can берёт со своих участников клятву жертвовать 10 % дохода, а также у них есть список рекомендуемых благотворительных организаций.
Многие эффективные альтруисты жертвуют значительно больше денег, чем принято в обществе. Некоторые из них считают своим моральным долгом облегчать страдания других с помощью пожертвований, если эти пожертвования не принесут сравнимого уровня страданий самому себе. На сайте Giving What We Can можно, введя доход своей семьи, страну и количество её членов, рассчитать, сколько процентов населения земли живут богаче вас. Так как живя в более-менее развитых странах, можно зарабатывать, даже делая поправку на уровень жизни, во много раз больше, чем в самых бедных странах, некоторые эффективные альтруисты стараются жить скромно, чтобы у них была возможность жертвовать больше денег. Например, Джефф Кауфман, Джулия Вайз, Питер Сингер жертвуют половину своего дохода. На сайте Effective Altruism Hub многие люди отмечают, сколько они собираются жертвовать и сколько они уже пожертвовали, чтобы это вдохновляло других.

## Приоритеты
Принципы эффективного альтруизма советуют помогать в тех областях, где ваша помощь принесёт больше всего пользы. На практике люди из движения эффективного альтруизма считают наиболее приоритетными следующие направления деятельности:
1. Помощь бедным.
2. Благополучие животных.
3. Относительно далёкое будущее, включая риски глобальных катастроф.
4. Метаэффективный альтруизм.

Бо́льшая часть этих приоритетных направлений помогает одной из следующих трёх групп: (1) живущие сейчас люди, (2) животные, (3) люди, которые будут жить в будущем.

### Помощь бедным
Многие из ранних и самых значимых организаций, связанных с эффективным альтруизмом, занимались или занимаются именно этим направлением. GiveWell — организация, оценивающая эффективность различных благотворительных организаций, считает, что наибольшую пользу единица денег приносит при помощи бедным и борьбе с болезнями в развивающихся странах, и лучшие рекомендуемые ими благотворительные организации занимаются именно этим: Against Malaria Foundation, Schistosomiasis Control Initiative, Deworm the World Initiative, GiveDirectly. Такие организации как Giving What We Can и The Life You Can Save тоже занимаются в основном мировой бедностью. Питер Сингер в своей книге The Life You Can Save, от которой произошло название организации, заявляет, что мы морально обязаны жертвовать деньги из-за того, насколько жуткая бедность существует посреди нас.
В то время как большая часть движения изначально была сфокусирована на прямых стратегиях помощи бедным, таких как прямые переводы денег, медицинская помощь, микропереводы и микрокредиты, кроме этого рассматривались и стратегии более системные и более масштабные — социальные, экономические и политические реформы, которые помогут решить проблему экстремальной бедности.

### Благосостояние животных
Многие эффективные альтруисты считают, что снижение количества страданий животных — стоящая цель, и что в текущих условиях есть недорогие способы её достижения. Основная организация из этой области, связанная с эффективным альтруизмом, это Animal Charity Evaluators (ACE, ранее называлась Effective Animal Activism). Она занимается оцениванием и сравнением различных благотворительностей, занимающихся благосостоянием животных.
Отношение разных людей из движения эффективного альтруизма к благосостоянию животных очень разное. Многие из них против того, что делают с животными на животноводческих фермах. Многие способствуют распространению вегетарианства и веганства. Некоторые, кроме этого, беспокоятся о страдании диких животных, даже беспозвоночных, например насекомых. С другой стороны многие эффективные альтруисты совсем не беспокоятся о благосостоянии животных, или же они считают это тоже важной целью, но не считают, что вегетарианство и веганство действительно важны. Некоторые эффективные альтруисты поддерживают сострадательное управление природой с целью предотвратить или уменьшить количество страданий живущих на свободе животных.

### Далёкое будущее и риски глобальных катастроф
Некоторые эффективные альтруисты считают, что далёкое будущее куда важнее настоящего, и что значение любой осмысленной метрики (богатство, потенциальное количество страдания, потенциальное количество счастья и т. д.), просуммированное для будущих поколений, много превосходит это значение для людей, живущих сейчас. Этот аргумент освещается в работах двух философов, тесно связанных с движением эффективного альтруизма:
- Ник Бостром писал о том, что человечество в лице будущих поколений понесёт «астрономические потери» (astronomical waste) из-за задержек и неудач в технологическом развитии сегодня[51].
- Философ Ник Бекстед в своей диссертации подчёркивает ошеломляющую важность далёкого будущего и соответственно действий, которые мы можем сделать в настоящем, способных повлиять на траекторию будущего[52].

Кроме того, подчёркивается важность рассмотрения и изучения экзистенциальных рисков, связанных с нанотехнологиями, биотехнологиями, сильным искусственным интеллектом и глобальным потеплением. Бостром пишет:
Даже навозная муха рассматривается в научных работах больше, чем экзистенциальные риски.
Есть несколько организаций, активно изучающих экзистенциальные риски и занимающихся их популяризацией, которые связаны с движением эффективного альтруизма: Future of Humanity Institute (Институт будущего человечества), Center for the Study of Existential Risk (Центр изучения экзистенциальных рисков). Кроме них, существует организация Machine Intelligence Research Institute (Институт исследований искусственного интеллекта), задача которой — добиться, чтобы дружественный искусственный интеллект появился раньше, чем недружественный.

### Метаэффективный альтруизм
Некоторые эффективные альтруисты намереваются добиться больших изменений путём увеличения и улучшения сообщества. Многие из них занимаются привлечением новых людей в сообщество, увеличением эффективности организаций эффективного альтруизма, а также исследованием того, на какие сферы деятельности разумнее всего тратить силы и прочие ресурсы.